# Arrondissement Waremme
Arrondissement Waremme (francouzsky: Arrondissement de Waremme; nizozemsky: Arrondissement Borgworm) je jeden ze čtyř arrondissementů (okresů) v provincii Lutych v Belgii.
Obce Braives, Hannut, Lincent, Saint-Georges-sur-Meuse a Wasseiges náleží k soudnímu okresu Huy a zbylé obce patří k soudnímu okresu Lutych.

## Historie
Administrativní okres Waremme byl vytvořen roku 1821 spojením kantonů Avennes a Landen a kantonu Waremme.
V rámci konečného určení jazykové hranice roku 1963 byly obce Attenhoven, Eliksem, Laar, Landen, Neerhespen, Neerlanden, Neerwinden, Overhespen, Overwinden, Rumsdorp, Wamont, Walsbets, Houtain-l'Évêque, Wange a Wezeren přičleněny k okresu Lovaň. Obec Corswarem a část obce Montenaken byly přiděleny k okresu Hasselt. Obec Otrange byla přiřazena k okresu Tongeren.
Roku 1965 byly k okresu přiděleny obce Roloux a Voroux-Goreux od okresu Lutych a roku 1971 obce Borlez a Les Waleffes od okresu Huy. Roku 1977 byla přičleněna obec Aineffe a byly pozměněny hranice s okresem Lutych.

## Obyvatelstvo
Počet obyvatel k 1. lednu 2017 činil 80 181 obyvatel. Rozloha okresu činí 389,86 km².

## Obce
Okres Waremme sestává z těchto obcí:
- Berloz
- Braives
- Crisnée
- Donceel
- Faimes
- Fexhe-le-Haut-Clocher
- Geer
- Hannut
- Lincent
- Oreye
- Remicourt
- Saint-Georges-sur-Meuse
- Waremme
- Wasseiges